# 组合框

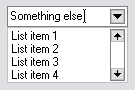
一个常见的组合框

组合框是计算机图形用户界面中由选单或下拉式选单与单行可编辑文本框组成的复合控件。允许用户或者直接键盘打字输入一个值或者从一个列表中选择一个值。有时也被称作“下拉式列表”（drop-down list）。对于Java与.NET，组合框与下拉式列表是两回事。 下拉式列表不可以直接编辑。